# Койдановские хасиды
Койданов (Койденов) — хасидская династия, основанная ребе Шломо Хаимом Перловым (Соломон Хаим Перлов) в 1833 в местечке Койданов (современный Дзержинск, Белоруссия).
Согласно энциклопедии евреев восточной Европы YIVO, Койданов была наименьшей из трех литовских хасидских династий, остальными были Слоним и Карлин-Столин. Накануне Второй мировой войны её центрами влияния были Койданов и Минск.
После того, как ребе и большинство хасидов были убиты во время Холокоста, династия была повторно основана в 1948 в Тель-Авиве, где она процветает и поныне.